# Stefan Kehrer
Stefan Kehrer (* 18. Januar 1985 in Mannheim) ist ein deutscher Freistilringer in der Gewichtsklasse bis 97 Kilogramm.
Stefan Kehrer ist mehrfacher Deutscher Jugend- und Juniorenmeister. Von 2001 bis 2009 startete der Sportsoldat der Sportfördergruppe Bruchsal für den KSV Ketsch, wo er von Waldemar Galwas trainiert wurde, 2009 wurde er mit dem KSV Aalen 05 deutscher Mannschaftsmeister. Ab 2010 war er bei der ASV Mainz 88, 2012 wechselte er in die Oberliga zum KSV Ispringen. Kehrer gab ein Comeback in der 1. Bundesliga wo er unter anderem für den KSV Schriesheim und bis dato für die TUS Adelhausen kämpft.
2005 wurde er bei den Juniorenweltmeisterschaften in Vilnius Fünfter, 2006 bei den Weltmeisterschaften in Guangzhou Neunter. Die Militär-WM beendete er in Baku als Dritter mit der Bronzemedaille. Bei der Europameisterschaft in Moskau gewann er ebenfalls die Bronzemedaille. Zudem gewann Kehrer 2006 seinen ersten Titel als Deutscher Meister. 2007 wurde er erneut Deutscher Meister und Achter bei der WM in Baku. 2008 komplettierte er den Titelhattrick bei den deutschen Meisterschaften und qualifizierte sich für die Olympischen Spiele in Peking. Dort wurde er 13. 2009 wurde Kehrer zum vierten Mal deutscher Meister und 2010 zum fünften Mal in Folge. 2011 wurde er Vizemeister. 2011 wurde er deutscher Vizemeister im Schwergewicht hinter Nick Matuhin vom 1. Luckenwalder SC.
Neben dem Ringen spielte Kehrer auch Fußball und ist erfolgreicher Stürmer seines Vereins. 2012 schaffte er mit der SG Hohensachsen den Aufstieg in die Kreisklasse A.
Bei der Weltmeisterschaft in Las Vegas im September 2015 verpasste Stefan Kehrer mit seinem siebten Platz als bester deutscher Freistilringer haarscharf das Olympiaticket.